# Леньяно (футбольный клуб)
Леньяно  (итал. Associazione Calcio Legnano) — итальянский футбольный клуб из одноимённого города.
Футбольный клуб «Леньяно» был основан в 1913 году. В первые годы его существования за клуб играли несколько известных футболистов того времени. Среди них был вратарь Анджело Камерони, вызванный в 1920 году в сборную Италии по футболу. Кроме того, за «Леньяно» выступал защитник Луиджи Аллеманди с 1921 по 1925 год, после перешедший в туринский «Ювентус», а в 1934 году ставший в составе сборной Италии чемпионом мира.
В сезоне 1929/30 «Леньяно» добивается первого своего выхода в Серию А, заняв второе место по итогам чемпионата в Серии B. Дебют «Леньяно» в элите итальянского футбола отмечается неожиданной и громкой победой (2:1) над «Дженоа», одного из ведущих итальянских клубов начала XX века. Однако «Леньяно» занял в итоге последнее 18-е место и вернулся в Серию B. По результатам же сезона сезоне 1934/35 «Леньяно» вынужден покинуть и Серию B, в которой он вновь получил право играть лишь после окончания Второй мировой войны. 
В турнире 1950/51 годов «Леньяно» финиширует на втором месте в Серии B и возвращается в элитный дивизион. Однако там он вновь не задерживается, занимая последнее место, на этот раз 20-е. 7 поражений подряд «Леньяно» на старте предопределяют ему роль безоговорочного аутсайдера турнира, в котором команда смогла выиграть лишь 4 из 38 поединков.
В следующем сезоне в Серии B «Леньяно» снова добивается успеха, заняв 2-е место. 28 июля 1953 года во Флоренции он обыгрывает (4:1) в стыковом матче «Катанию» и возвращается спустя год в Серию А. Показав более достойный результат, «Леньяно» всё же занимает привычное для себя последнее (18-е) место по итогам чемпионата 1953/54 и вылетает из Серии А.
Заняв 18-е место в Серии B 1956/1957, «Леньяно» покидает и Серию B, после чего он больше никогда не поднимался, по состоянию на 2015-й год, на столь высокий уровень в системе футбольных лиг Италии.
16 июля 2010 года из-за больших долгов клуб был исключён из Второго дивизиона Профессиональной лиги и впоследствии был расформирован. В 2011 состоялось возрождение «Леньяно», начавшего свой путь с выступлений в региональной лиге Ломбардии.

## Достижения

Прежний логотип «Леньяно»

- Серия B

2-е место (3): 1929/30, 1950/51, 1952/53